# 삼성 옴니아 II
삼성 옴니아 II(Samsung Omnia II, Samsung i8000)는 삼성전자가 출시한 스마트폰이다. 언팩 홈페이지는 2009년 6월 15일에 공개하였다. 3.7" AMOLED 터치 스크린에 해상도 480 × 800 픽셀을 지원하며 최대 1,600만 컬러를 지원한다. OS 특성상 윈도우 모바일에서는 6만 5천 컬러를 지원한다.윈도우 모바일 6.1이 탑재되어 있으나, 윈도우 모바일 6.5로 업그레이드되었다.

## 기능
- DivX/XviD, MPEG4
- 디스플레이 : 3.7 inch WVGA AMOLED (하드웨어상 1600만 컬러이나 SW적 제약으로 6만 5천 컬러로 구동)
- 윈도우 모바일 6.1(6.5로 업그레이드 가능: 2010년 2월 27일부터)
- 햅틱(TOuch Wiz) 2.0 UI
- 프록시미티 센서 (자동 화면 끄기)
- 마그네트미터 (디지털 컴퍼스)
- WVGA 비디오 카메라
- 802.11b/g 와이파이
- FM 라디오와 RDS(해외 판매용)
- 오페라 9 인터넷
- 마이크로소프트 오피스 모바일 등 마이크로소프트의 각종 프로그램
- 3D 큐브 사용자 환경(6.5에서는 제외 - 다운로드 후 설치 가능)
- 고광도 플래시 (다용도)

### 카메라
삼성 옴니아 II에는 500만 화소 자동 초점 카메라가 장착되어 있다.

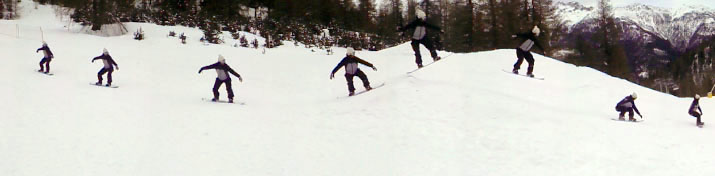
삼성 옴니아 II로 연속 촬영(ActionShot)한 사진

## 평가
미국 정보통신 전문 매체인 PC월드에서 평가한 스마트폰 TOP 10에서 옴니아2는 최하위권인 9위로 선정되었다. PC월드는 '느린 속도, 불필요한 큐브메뉴, 버그' 등을 문제점으로 지적하였다. 한국에서는 옴니아2 구매자들이 보상을 요구하는 일명 '옴니아사태'가 일어나기도 했다.

## 경쟁 기종
- 아이폰 3GS

## 같이 보기
- 애니콜 T*옴니아 II
- 애니콜 쇼 옴니아
- 애니콜 오즈 옴니아
- 애니콜 옴니아 팝
- 삼성 옴니아